# Procesor
În informatică, un procesor este un dispozitiv hardware al unui computer care pornind de la un set de instrucțiuni efectuează operațiuni pe o sursă externă de date. Termenul este frecvent utilizat pentru a face referire la unitatea centrală de procesare dintr-un sistem.
Procesorul este elementul principal al unui sistem de calcul și încorporează funcțiile unității centrale de prelucrare a informației a unui calculator sau a unui sistem electronic structurat funcțional (care coordonează sistemul). 
De obicei, fizic procesorul se prezintă sub forma unui microprocesor, care este fabricat pe un singur cip de circuit integrat metal-oxid-semiconductor (MOS).
Reprezintă forma structurală cea mai complexă pe care o pot avea circuitele integrate. Cipul semiconductor, care este plasat pe placa de bază, este foarte complex, putând ajunge să conțină milioane de microtranzistoare. El controlează activitățile întregului sistem în care este integrat și poate prelucra datele furnizate de utilizator.
Procesorul asigură procesarea instrucțiunilor și datelor, atât din sistemul de operare al sistemului, cât și din aplicațiile utilizatorului, și anume le interpretează, prelucrează și controlează, execută sau supervizează transferurile de informații și controlează activitatea generală a celorlalte componente care alcătuiesc un sistem de calcul.

## Exemple de procesoare
- Microcontroler
- Unitate centrală de prelucrare
- Unitate de procesare grafică
- Placă de sunet
- Multiprocesor
- Procesor numeric de semnal
- ASIC
- GPGPU
- FPGA
- System-on-a-Chip[1]

## Microprocesor
Microprocesorul este o unitate centrală de prelucrare (CPU) a unui calculator realizată adesea pe o singură plăcuță de siliciu sau alt material semiconductor (chip), care în prezent poate avea peste un milion de tranzistoare. Microprocesorul efectuează operațiile esențiale de prelucrare și controlează celelalte elemente ale sistemului de calcul. Microprocesorul constituie „creierul calculatorului”.

### Tipuri de microprocesoare
- Intel 80286

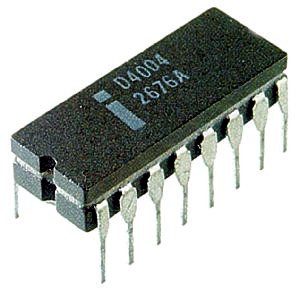
Chipul Intel 4004

Pe capsula ce este prevăzută cu 68 de pini de contact (piciorușe, contacte) se află integrate 134.000 de tranzistoare. Nu există probleme cu disiparea căldurii, deoarece emisia termică este mică. Dispune de magistrale cu 24 de linii de adresă și 16 linii de date, fiind un procesor pe 16 biți, atât intern cât și extern, regiștrii de memorare fiind dimensionați la 16 biți.
- Intel 80386

Este un procesor pe 32 de biți construit cu 275.000 de tranzistoare, și este realizat în tehnologie CMOS de 1,2 microni. Capsula are 132 de pini, implantarea se face, prin lipire, direct în placa de bază fără intermediul unui soclu, și nu necesită cooler (ventilator de răcire).
- Intel 80486
- Intel Pentium
- AMD ATHLON
- Intel Pentium Pro
- Intel P4
- Intel Core Solo și Intel Core Duo, cel din urmă cu 2 nuclee
- Intel Core 2 Solo și Intel Core 2 Duo, cel din urmă cu 2 nuclee în tehnologie de 48 nm
- Intel Core i3
- Intel Core i5 și Intel Core i7, cu 4 nuclee în tehnologie de 45 nm
- Intel Core i9
- Intel Atom, în special pentru netbooks